# フェラーリ・312F1
フェラーリ・312F1 (Ferrari 312 F1) シリーズは、スクーデリア・フェラーリが1966年から1969年にかけて、F1世界選手権用に開発・使用したフォーミュラ1カーである。開発担当者はマウロ・フォルギエリ。

## 概要
国際自動車連盟（FIA）は1966年シーズンからエンジンに関わるレギュレーションを変更し、自然吸気 (NA) エンジンは3リッター以下、過給器付きの場合は1.5リッター以下というものになった。本マシンはそのレギュレーション変更に対応して開発されたものである。
エンジン排気量の倍増という変更は、フェラーリにとって有利に働くと考えられた。イギリス系チームは新規定に見合う量販形エンジンの確保に苦労しており、日本のホンダは自社製V12エンジンの開発が遅れていた。それに対し、フェラーリはスポーツカーレースの分野で3,000ccクラスのエンジン開発に長けており、ライバルに先んじて準備することができた。1952年や1961年のレギュレーション変更時にも、フェラーリはF2エンジンを流用してシーズンを席巻した経験があった。

## 312F1/66

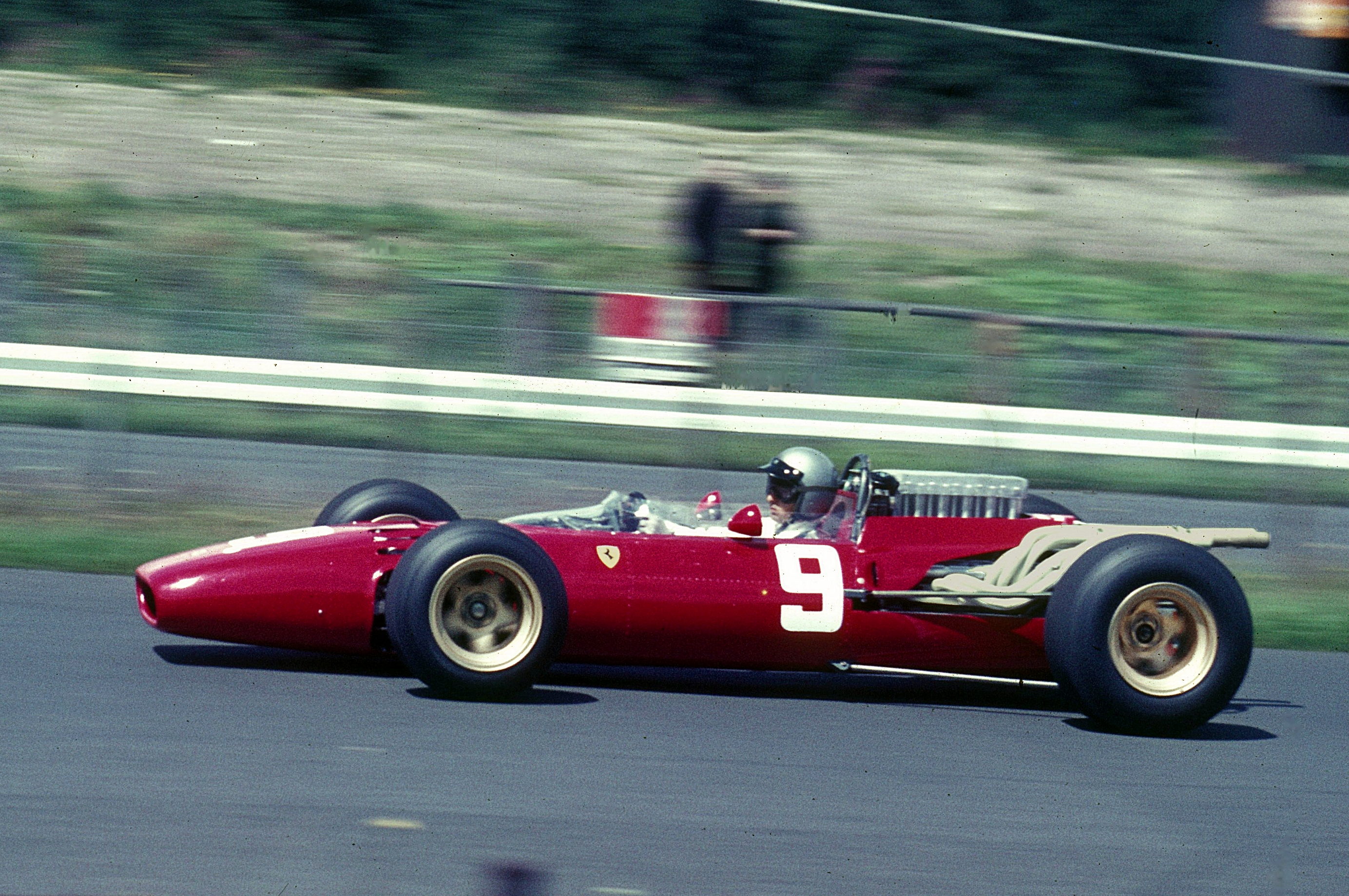
ロレンツォ・バンディーニの乗る312F1/66

312F1は1965年の末、他チームに先駆けて発表された。シャーシはまだエンジンを構造体とはしない後部まで延びたセミ・モノコックで、1969年型の312F1/69まで続いた。エンジンは新規開発を行わず、スポーツプロトタイプカーの275P2に搭載されていた3.3リッターエンジンをデチューンして搭載した。総排気量2989cc、60度V型12気筒DOHC、ボア×ストローク77mm×53.5mm、1シリンダーあたり吸気1・排気1の2バルブ、最高出力は公称360馬力/10,000rpm。燃料供給はルーカス社製燃料噴射装置を採用していた。
タイヤは当初ダンロップ製だったが車体にマッチせず、後半戦はファイアストンに変更した。
1966年シーズン開幕当初、エースドライバーのジョン・サーティースのみが312F1をドライブし、チームメイトのロレンツォ・バンディーニは第2戦までタスマンシリーズ用マシンを流用した246F1-66（158シャーシに2.4リッター"ディーノV6"を搭載）を使用した。サーティースは第2戦ベルギーGPでポール・トゥ・ウィンを達成したが、熟成が遅れる312F1よりも246F1を使用すべきだと訴えてチームと対立した。そして、第3戦の前に行われたル・マン24時間レースでチームマネージャーと衝突し、フェラーリから去っていった。
1966年の第7戦イタリアGPでは、吸気2・排気1の3バルブのシリンダーヘッド・ツインスパークが採用された。最高出力は公称390馬力/10,000rpm。この地元レースではルドヴィコ・スカルフィオッティとマイク・パークスがワンツー・フィニッシュを果たした。
フェラーリ優位の予想は裏切られ、軽量かつ信頼性の高いレプコエンジンを搭載したブラバムがコンストラクターズタイトルを獲得した。フェラーリはブラバムに次ぐランキング2位だったが、その成績はロータスやBRMがH16エンジンに躓いたおかげでもあった。当時、フェラーリはル・マンでフォードと全面対決中であり、工場ストライキによりイギリスGPを欠場するなど、F1に集中できるようなチーム状況ではなかった。

## 312F1/67
翌1967年シーズン、312は大きな変更も無く開幕を迎えたが、マシンの操縦性やパワー不足などの問題は解決していなかった。ドライバーは相次いで不幸に見舞われ、モナコGPではエースのロレンツォ・バンディーニが火傷を負って死亡。パークスもベルギーGPで重傷を負い、ショックを受けたスカルフィオッティは引退。後半戦は新加入したクリス・エイモンの1台のみでシーズンを戦わざるを得なかった。ベストリザルトは3位4回、未勝利に終わり、ランキング5位へ転落した。
さらに、この年のオランダGPから登場したフォード・コスワース・DFVエンジンと、それを搭載したロータス・49の存在がフェラーリを苦しめることになった。
第9戦イタリアGPでは4バルブ化したエンジンを投入。それまでのツインスパークは採用されず通常の単点火になっていた。また、吸排気ポートの位置が逆になり、吸気管はカムシャフトの間、排気管はVバンクの谷間に配置されていた。最高出力は公称410馬力/10,600rpm。

## 312F1/68
1968年シーズンの第3戦モナコGPでロータス・49Bがリアスポイラーを装着すると、第4戦ベルギーGPでは、フェラーリとブラバムがエンジン上部にセンターウィングをマウントした。スポーツカーレースのシャパラルという先駆者がいたが、F1では初めてウィングを装着したマシンのひとつとなった。のちにウィングは油圧可変式へと改良され、ドライバーがコクピットから調節可能になった。

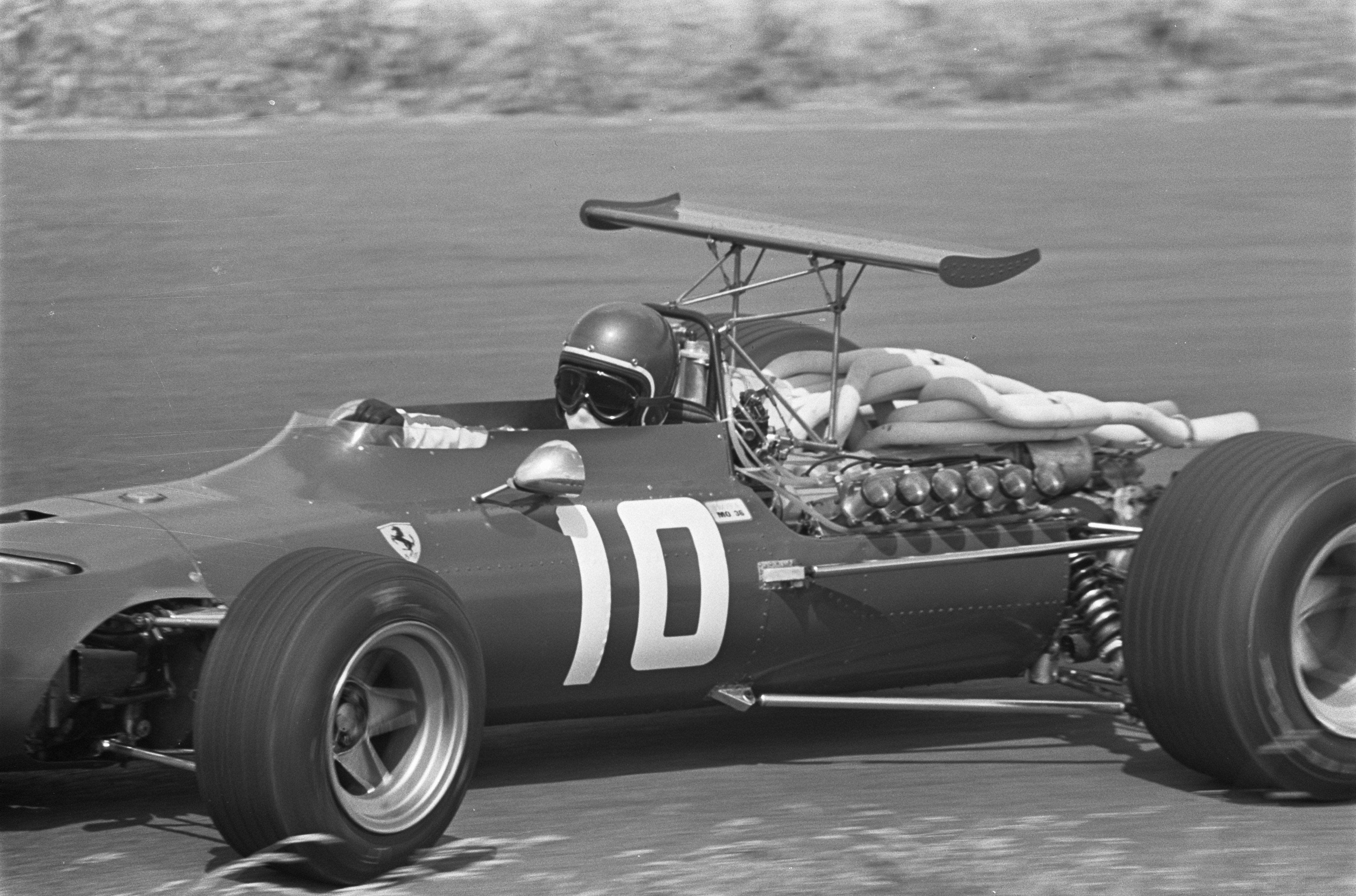
第5戦オランダGPにてセンターウィング装備の312F1/68をドライブするイクス。

レギュラードライバーはエイモンと新加入のジャッキー・イクス。エイモンは3度ポールポジション (PP) を獲得するなど速さをみせたが、首位走行中のマシントラブルなどにより1勝もできなかった。イクスは1勝1PPを記録してチャンピオン争いに絡んだが、第10戦カナダGP予選中に脚を骨折してしまった。コンストラクターズランキングは4位。

## 312F1/69
1969年はエンジンのポート配置が再び通常のバンク外排気に戻された。シリンダーヘッドの改良でパワーアップを図ったが、信頼性不足を露呈し、エンジントラブルが頻発した。最高出力は公称436馬力/11,000 rpm。
前年先鞭を付けたウィングは、開発競争によって前後ハイマウント式にまで進化したが、モナコGP中に大幅規制を受け、高さの低い固定式に変更された。
チームの資金難により、前半戦はエイモンの1台体制での参戦にとどまった。エイモンは地元イタリアGPで予選落ちしたあとチームを離脱し、終盤戦はペドロ・ロドリゲスの1台体制になった。シーズン獲得ポイントはわずか7点、ランキング6位という散々な結果に終わり、フェラーリは新開発の12気筒ボクサーエンジンを搭載する312Bに期待をつなぐしかなかった。

## スペック
| 項目                | 312F1/66                                                                                           | 312F1/67                                                                                           | 312F1/68                                                                                           | 312F1/69                                                                                           |                                                      |
| シャシー            | シャシー                                                                                           | シャシー                                                                                           | シャシー                                                                                           | シャシー                                                                                           |                                                      |
| ------------------- | -------------------------------------------------------------------------------------------------- | -------------------------------------------------------------------------------------------------- | -------------------------------------------------------------------------------------------------- | -------------------------------------------------------------------------------------------------- | ---------------------------------------------------- |
| 構造                | セミモノコック（チューブラーフレーム＋アルミパネル）                                               | セミモノコック（チューブラーフレーム＋アルミパネル）                                               | セミモノコック（チューブラーフレーム＋アルミパネル）                                               | セミモノコック（チューブラーフレーム＋アルミパネル）                                               | セミモノコック（チューブラーフレーム＋アルミパネル） |
| 全長                | 3,830 mm                                                                                           | 3,970 mm                                                                                           | 4,050 mm                                                                                           | 4,060 mm                                                                                           |                                                      |
| 全高                | 870 mm                                                                                             | 885 mm                                                                                             | 875 mm                                                                                             | 910 mm                                                                                             |                                                      |
| 重量 （油脂類含む） | 610 kg                                                                                             | 548 kg                                                                                             | 512 kg                                                                                             | 530 kg                                                                                             |                                                      |
| ホイールベース      | 2,400 mm                                                                                           | 2,400 mm                                                                                           | 2,400 mm                                                                                           | 2,400 mm                                                                                           |                                                      |
| トレッド（前）      | 1,450 mm                                                                                           | 1,551 mm                                                                                           | 1,547 mm                                                                                           | 1,550 mm                                                                                           |                                                      |
| トレッド（後）      | 1,435 mm                                                                                           | 1,536 mm                                                                                           | 1,582 mm                                                                                           | 1,561 mm                                                                                           |                                                      |
| ステアリング        | ラック・アンド・ピニオン                                                                           | ラック・アンド・ピニオン                                                                           | ラック・アンド・ピニオン                                                                           | ラック・アンド・ピニオン                                                                           |                                                      |
| ギアボックス        | フェラーリ製縦置 マニュアル5速＋後進1速                                                            | フェラーリ製縦置 マニュアル5速＋後進1速                                                            | フェラーリ製縦置 マニュアル5速＋後進1速                                                            | フェラーリ製縦置 マニュアル5速＋後進1速                                                            |                                                      |
| サスペンション      | 前後独立懸架、ダブルウィッシュボーン、コイルスプリング、筒型ショックアブソーバー、アンチロールバー | 前後独立懸架、ダブルウィッシュボーン、コイルスプリング、筒型ショックアブソーバー、アンチロールバー | 前後独立懸架、ダブルウィッシュボーン、コイルスプリング、筒型ショックアブソーバー、アンチロールバー | 前後独立懸架、ダブルウィッシュボーン、コイルスプリング、筒型ショックアブソーバー、アンチロールバー |                                                      |
| ブレーキ            | ディスクブレーキ                                                                                   | ディスクブレーキ                                                                                   | ディスクブレーキ                                                                                   | ディスクブレーキ                                                                                   |                                                      |
| エンジン            | | | | |                                                      |
| 気筒数・角度        | V型12気筒 60°                                                                                      | V型12気筒 60°                                                                                      | V型12気筒 60°                                                                                      | V型12気筒 60°                                                                                      |                                                      |
| ボア・ストローク    | 77 x 53.5 mm                                                                                       | 77 x 53.5 mm                                                                                       | 77 x 53.5 mm                                                                                       | 77 x 53.5 mm                                                                                       |                                                      |
| 排気量              | 2,989 cc                                                                                           | 2,989 cc                                                                                           | 2,989 cc                                                                                           | 2,989 cc                                                                                           |                                                      |
| 圧縮比              | 11:1                                                                                               | 11:1                                                                                               | 11:1                                                                                               | 11:1                                                                                               |                                                      |
| 最高出力            | 265 kW (360 hp) / 10,000 rpm                                                                       | 287 kW (390 hp) / 10,000 rpm                                                                       | 301 kW (410 hp) / 10,600 rpm                                                                       | 321 kW (436 hp) / 11,000 rpm                                                                       |                                                      |
| 動弁機構            | DOHC・2バルブ                                                                                      | DOHC・3バルブ                                                                                      | DOHC・4バルブ                                                                                      | DOHC・4バルブ                                                                                      |                                                      |
| 燃料供給            | ルーカス製 インジェクション                                                                        | ルーカス製 インジェクション                                                                        | ルーカス製 インジェクション                                                                        | ルーカス製 インジェクション                                                                        |                                                      |
| 点火装置            | 1気筒あたり2プラグ                                                                                 | 1気筒あたり2プラグ                                                                                 | 1気筒あたり1プラグ                                                                                 | 1気筒あたり1プラグ                                                                                 |                                                      |
| 潤滑システム        | ドライサンプ                                                                                       | ドライサンプ                                                                                       | ドライサンプ                                                                                       | ドライサンプ                                                                                       |                                                      |
| クラッチ            | マルチプレート                                                                                     | マルチプレート                                                                                     | マルチプレート                                                                                     | マルチプレート                                                                                     |                                                      |
| 燃料                | シェル                                                                                             | シェル                                                                                             | シェル                                                                                             | シェル                                                                                             |                                                      |
| タイヤ              | | | | |                                                      |
| メーカー            | ダンロップ→ ファイアストン                                                                         | ファイアストン                                                                                     | ファイアストン                                                                                     | ファイアストン                                                                                     |                                                      |
| サイズ（前）        | 5.50×14                                                                                            | 4.75-10.30-15                                                                                      | 4.75-10.30-15                                                                                      | 5.00-10.00-13                                                                                      |                                                      |
| サイズ（後）        | 7.00×14                                                                                            | 6.00-12.30-15                                                                                      | 6.00-12.30-15                                                                                      | 6.00-13.50-15                                                                                      |                                                      |
| 項目                | 312F1/66                                                                                           | 312F1/67                                                                                           | 312F1/68                                                                                           | 312F1/69                                                                                           |                                                      |

## 記録
- 太字はポールポジション、斜字はファステストラップ（key）
- † 印はリタイアだが、90%以上の距離を走行したため規定により完走扱い。

### 1966年
- 年間2勝 3PP
- コンストラクターズランキング2位。
- ドライバーズランキング2位（ジョン・サーティース）第2戦までフェラーリ、その後はクーパーから出走。
- ドライバーズランキング8位（ロレンツォ・バンディーニ）
- ドライバーズランキング9位（マイク・パークス）
- ドライバーズランキング10位（ルドヴィコ・スカルフィオッティ）第6,7戦に参戦。
- ドライバーズランキング-位（ジャンカルロ・バゲッティ）第7戦に参戦。

| 年   | エントラント             | シャシー | エンジン                | タイヤ | ドライバー         | 1   | 2   | 3   | 4   | 5   | 6   | 7   | 8   | 9   | ポイント | ランキング |
| ---- | ------------------------ | -------- | ----------------------- | ------ | ------------------ | --- | --- | --- | --- | --- | --- | --- | --- | --- | -------- | ---------- |
| 1966 | スクーデリア・フェラーリ | 312/66   | フェラーリ 218 3.0L V12 | D F    |                    | MON | BEL | FRA | GBR | NED | GER | ITA | USA | MEX | 31 (32)* | 2位        |
| 1966 | スクーデリア・フェラーリ | 312/66   | フェラーリ 218 3.0L V12 | D F    | サーティース       | Ret | 1   |     |     |     |     |     |     |     | 31 (32)* | 2位        |
| 1966 | スクーデリア・フェラーリ | 312/66   | フェラーリ 218 3.0L V12 | D F    | バンディーニ       |     |     | NC  |     | 6   | 6   | Ret | Ret |     | 31 (32)* | 2位        |
| 1966 | スクーデリア・フェラーリ | 312/66   | フェラーリ 218 3.0L V12 | D F    | パークス           |     |     | 2   |     | Ret | Ret | 2   |     |     | 31 (32)* | 2位        |
| 1966 | スクーデリア・フェラーリ | 312/66   | フェラーリ 218 3.0L V12 | D F    | スカルフィオッティ |     |     |     |     |     |     | 1   |     |     | 31 (32)* | 2位        |

- * 246-66（英語版）で獲得したポイント(6点)を含む。

### 1967年
- 予選最高位2位 決勝最高位3位
- コンストラクターズランキング5位。
- ドライバーズランキング5位（クリス・エイモン）
- ドライバーズランキング16位（マイク・パークス）第3,4戦に参戦。
- ドライバーズランキング19位（ルドヴィコ・スカルフィオッティ）第3,4戦に参戦。
- ドライバーズランキング-位（ジョナサン・ウィリアムズ）第11戦に参戦。
- ドライバーズランキング-位（ロレンツォ・バンディーニ）第2戦モナコGPで死亡。

| 年   | エントラント             | シャシー      | エンジン                | タイヤ | ドライバー         | 1   | 2   | 3   | 4   | 5   | 6   | 7   | 8   | 9   | 10  | 11  | ポイント | ランキング |
| ---- | ------------------------ | ------------- | ----------------------- | ------ | ------------------ | --- | --- | --- | --- | --- | --- | --- | --- | --- | --- | --- | -------- | ---------- |
| 1967 | スクーデリア・フェラーリ | 312/66 312/67 | フェラーリ 242 3.0L V12 | F      |                    | RSA | MON | NED | BEL | FRA | GBR | GER | CAN | ITA | USA | MEX | 20       | 5位        |
| 1967 | スクーデリア・フェラーリ | 312/66 312/67 | フェラーリ 242 3.0L V12 | F      | バンディーニ       |     | Ret |     |     |     |     |     |     |     |     |     | 20       | 5位        |
| 1967 | スクーデリア・フェラーリ | 312/66 312/67 | フェラーリ 242 3.0L V12 | F      | エイモン           |     | 3   | 4   | 3   | Ret | 3   | 3   | 6   | 7   | Ret | 9   | 20       | 5位        |
| 1967 | スクーデリア・フェラーリ | 312/66 312/67 | フェラーリ 242 3.0L V12 | F      | パークス           |     |     | 5   | Ret |     |     |     |     |     |     |     | 20       | 5位        |
| 1967 | スクーデリア・フェラーリ | 312/66 312/67 | フェラーリ 242 3.0L V12 | F      | スカルフィオッティ |     |     | 6   | NC  |     |     |     |     |     |     |     | 20       | 5位        |
| 1967 | スクーデリア・フェラーリ | 312/66 312/67 | フェラーリ 242 3.0L V12 | F      | ウィリアムズ       |     |     |     |     |     |     |     |     |     |     | 8   | 20       | 5位        |

### 1968年
- 年間1勝 4PP
- コンストラクターズランキング4位。
- ドライバーズランキング4位（ジャッキー・イクス）第11戦を欠場。
- ドライバーズランキング10位（クリス・エイモン）
- ドライバーズランキング-位（デレック・ベル）第9,11戦に参戦。
- ドライバーズランキング-位（アンドレア・デ・アダミッチ）第1戦に参戦。

| 年   | エントラント             | シャシー                | エンジン                                         | タイヤ | ドライバー     | 1   | 2   | 3   | 4   | 5   | 6   | 7   | 8   | 9   | 10  | 11  | 12  | ポイント | ランキング |
| ---- | ------------------------ | ----------------------- | ------------------------------------------------ | ------ | -------------- | --- | --- | --- | --- | --- | --- | --- | --- | --- | --- | --- | --- | -------- | ---------- |
| 1968 | スクーデリア・フェラーリ | 312/67 312/67/68 312/68 | フェラーリ 242 3.0L V12 フェラーリ 242C 3.0L V12 | F      |                | RSA | ESP | MON | BEL | NED | FRA | GBR | GER | ITA | CAN | USA | MEX | 32       | 4位        |
| 1968 | スクーデリア・フェラーリ | 312/67 312/67/68 312/68 | フェラーリ 242 3.0L V12 フェラーリ 242C 3.0L V12 | F      | イクス         | Ret | Ret |     | 3   | 4   | 1   | 3   | 4   | 3   | DNS |     | Ret | 32       | 4位        |
| 1968 | スクーデリア・フェラーリ | 312/67 312/67/68 312/68 | フェラーリ 242 3.0L V12 フェラーリ 242C 3.0L V12 | F      | エイモン       | 4   | Ret |     | Ret | 6   | 10  | 2   | Ret | Ret | Ret | Ret | Ret | 32       | 4位        |
| 1968 | スクーデリア・フェラーリ | 312/67 312/67/68 312/68 | フェラーリ 242 3.0L V12 フェラーリ 242C 3.0L V12 | F      | デ・アダミッチ | Ret |     |     |     |     |     |     |     |     |     |     |     | 32       | 4位        |
| 1968 | スクーデリア・フェラーリ | 312/67 312/67/68 312/68 | フェラーリ 242 3.0L V12 フェラーリ 242C 3.0L V12 | F      | ベル           |     |     |     |     |     |     |     |     | Ret |     | Ret |     | 32       | 4位        |

### 1969年
- 予選最高位2位 決勝最高位3位
- コンストラクターズランキング6位。
- ドライバーズランキング12位（クリス・エイモン）第6戦まで参戦。
- ドライバーズランキング15位（ペドロ・ロドリゲス）第3戦までBRMから出走。6戦以降フェラーリから参戦。
- ドライバーズランキング-位（エルネスト・ブランビラ）第8戦に参戦。

| 年   | エントラント                         | シャシー      | エンジン                 | タイヤ | ドライバー | 1   | 2   | 3   | 4   | 5   | 6   | 7   | 8   | 9   | 10  | 11  | ポイント | ランキング |
| ---- | ------------------------------------ | ------------- | ------------------------ | ------ | ---------- | --- | --- | --- | --- | --- | --- | --- | --- | --- | --- | --- | -------- | ---------- |
| 1969 | スクーデリア・フェラーリ             | 312/68 312/69 | フェラーリ 255C 3.0L V12 | F      |            | RSA | ESP | MON | NED | FRA | GBR | GER | ITA | CAN | USA | MEX | 7        | 6位        |
| 1969 | スクーデリア・フェラーリ             | 312/68 312/69 | フェラーリ 255C 3.0L V12 | F      | エイモン   | Ret | Ret | Ret | 3   | Ret | Ret |     |     |     |     |     | 7        | 6位        |
| 1969 | スクーデリア・フェラーリ             | 312/68 312/69 | フェラーリ 255C 3.0L V12 | F      | ブランビラ |     |     |     |     |     |     |     | DNS |     |     |     | 7        | 6位        |
| 1969 | スクーデリア・フェラーリ             | 312/68 312/69 | フェラーリ 255C 3.0L V12 | F      | ロドリゲス |     |     |     |     |     | Ret |     | 6   |     |     |     | 7        | 6位        |
| 1969 | ノース・アメリカン・レーシングチーム | 312/68 312/69 | フェラーリ 255C 3.0L V12 | F      | ロドリゲス |     |     |     |     |     |     |     |     | Ret | 5   | 7   | 7        | 6位        |